# La Florida, Aguascalientes
La Florida är en ort i Mexiko.   Den ligger i kommunen Jesús María och delstaten Aguascalientes, i den centrala delen av landet, 400 km nordväst om huvudstaden Mexico City. La Florida ligger 1 872 meter över havet och antalet invånare är 552.
Terrängen runt La Florida är platt åt sydost, men åt nordväst är den kuperad. Runt La Florida är det tätbefolkat, med 459 invånare per kvadratkilometer. Närmaste större samhälle är Aguascalientes, 11,4 km söder om La Florida. Trakten runt La Florida består till största delen av jordbruksmark.